# Oberdornlach
Oberdornlach (oberfränkisch: Öjwedornich) ist ein Gemeindeteil der Großen Kreisstadt Kulmbach im  Landkreis Kulmbach (Oberfranken, Bayern). Die Gemarkung Oberdornlach hat eine Fläche von 6,096 km². Sie ist in 455 Flurstücke aufgeteilt, die eine durchschnittliche Flurstücksfläche von 13396,79 m² haben. In ihr liegen neben dem namensgebenden Ort die Gemeindeteile Bärnhof, Unterdornlach und Wadel.

## Geografie
Beim Dorf entspringt die Dornlach, ein rechter Zufluss der Dobrach. Oberdornlach ist allseits von Erhebungen umgeben mit Ausnahme im Nordosten, in der Fließrichtung der Dornlach. Im Norden ist es der Geißhügel (526 m ü. NHN), im Westen die Wolfsleite (489 m ü. NHN), im Süden die Hangleite (484 m ü. NHN) und im Osten der Ameisenknock (456 m ü. NHN). Eine Gemeindeverbindungsstraße führt nach Danndorf (1,8 km westlich) bzw. am Bärnhof vorbei nach Unterdornlach (0,8 km nordöstlich). Eine weitere Gemeindeverbindungsstraße führt nach Rosengrund (1 km südwestlich).

## Geschichte
Der Ort wurde 1361 als „Oberdornloch“ im Landbuch der Herrschaft Plassenberg erstmals urkundlich erwähnt. Der Ortsname leitet sich vom Hydronym Dornlach ab. Damit wurde ein mit Dorngebüsch umsäumter Bach bezeichnet.
Gegen Ende des 18. Jahrhunderts gab es in Oberdornlach 25 Anwesen. Das Hochgericht übte das bayreuthische Stadtvogteiamt Kulmbach aus. Die Dorf- und Gemeindeherrschaft hatte das Rittergut Oberdornlach. Grundherren waren das Rittergut Oberdornlach (1 Schenkstatt, 2 Höfe, 8 Güter, 9 Gütlein, 1 Söldengütlein, 2 Sölden) und das Amt I des Rittergutes Kirchleus (1 Hof, 1 Gütlein).
Von 1797 bis 1810 unterstand der Ort dem Justiz- und Kammeramt Kulmbach. Mit dem Gemeindeedikt wurde 1811 der Steuerdistrikt Oberdornlach gebildet, zu dem Altenreuth, Bärnhof, Höferänger, Höfstätten, Niederndobrach, Rosengrund, Sackenreuth, Unterdornlach, Wadel gehörten. 1812 entstand die Ruralgemeinde Oberdornlach, die deckungsgleich mit dem Steuerdistrikt war. Mit dem Zweiten Gemeindeedikt (1818) wurden daraus zwei Ruralgemeinden gebildet:
- Oberdornlach mit Rosengrund und Wadel,
- Unterdornlach mit Altenreuth, Bärnhof, Höferänger, Höfstätten, Niederndobrach und Sackenreuth.

Die Gemeinde Oberdornlach war in Verwaltung und Gerichtsbarkeit dem Landgericht Kulmbach zugeordnet und in der Finanzverwaltung dem Rentamt Kulmbach (1919 in Finanzamt Kulmbach umbenannt). Ab 1862 gehörte Oberdornlach zum Bezirksamt Kulmbach (1939 in Landkreis Kulmbach umbenannt). Die Gerichtsbarkeit blieb beim Landgericht Kulmbach (1879 in das Amtsgericht Kulmbach umgewandelt). 1955 kamen Unterdornlach mit Bärnhof hinzu, während Rosengrund an die neu gebildete Gemeinde Höferänger überwiesen wurde. Die Gemeinde hatte ursprünglich eine Gebietsfläche von 3,957 km², nach den Umgemeindungen waren es 6,096 km².
Im Zuge der Gebietsreform in Bayern wurde Oberdornlach am 1. Januar 1976 nach Kulmbach eingemeindet.

### Baudenkmäler
- Haus Nr. 14: Wohnstallhaus
- Haus Nr. 16: Wohnstallhaus

### Einwohnerentwicklung

#### Gemeinde Oberdornlach
| Jahr      | 1818  | 1840   | 1852   | 1855   | 1861   | 1867   | 1871   | 1875   | 1880   | 1885   | 1890   | 1895   | 1900   | 1905   | 1910   | 1919   | 1925   | 1933   | 1939   | 1946   | 1950   | 1952   | 1961   | 1970   |
| Einwohner | 148   | 203    | 202    | 190    | 219    | 222    | 226    | 222    | 221    | 203    | 194    | 171    | 186    | 218    | 192    | 196    | 187    | 179    | 179    | 218    | 234    | 206    | 193    | 199    |
| Häuser    | 31    |        |        |        |        |        | 37     |        |        | 37     | 36     |        | 37     |        |        |        | 38     |        |        |        | 34     |        | 41     |        |
| Quelle    | [ 9 ] | [ 15 ] | [ 15 ] | [ 15 ] | [ 16 ] | [ 17 ] | [ 18 ] | [ 19 ] | [ 20 ] | [ 21 ] | [ 22 ] | [ 15 ] | [ 23 ] | [ 15 ] | [ 24 ] | [ 15 ] | [ 25 ] | [ 15 ] | [ 15 ] | [ 15 ] | [ 10 ] | [ 15 ] | [ 11 ] | [ 26 ] |

#### Ort Oberdornlach
| Jahr      | 001809 | 001818 | 001861 | 001871 | 001885 | 001900 | 001925 | 001950 | 001961 | 001970 | 001987 |
| Einwohner | 135    | 121    | 184    | 190    | 162    | 154    | 153    | 193    | 139    | 146    | 122    |
| Häuser    |        | 25     |        |        | 30     | 30     | 32     | 29     | 29     |        | 30     |
| Quelle    | [ 27 ] | [ 9 ]  | [ 16 ] | [ 18 ] | [ 21 ] | [ 23 ] | [ 25 ] | [ 10 ] | [ 11 ] | [ 26 ] | [ 1 ]  |

## Religion
Oberdornlach ist seit der Reformation evangelisch-lutherisch geprägt und nach St. Maria Magdalena (Kirchleus) gepfarrt.